# Joseph Anton Franz Hohenbaum van der Meer
Joseph Anton Franz Hohenbaum van der Meer (bekannter unter dem Ordensnamen Moritz Hohenbaum van der Meer; * 25. Juni 1718 in Sirmium bei Belgrad, heute Sremska Mitrovica; † 18. Dezember 1795 im Kloster Rheinau) war ein Schweizer Benediktiner, Historiker, Archivar und Notar.

## Leben
Joseph Anton Franz Hohenbaum van der Meer war der Sohn des Baden-Durlachischen Hofrates und Auditors Johann Kaspar van der Meer und der Anna Franziska von Spörl, Tochter eines Amtmanns aus  Frauenalb. Er wurde geboren im Feldlager bei Belgrad, zur Zeit der Friedensverhandlungen zum Friede von Passarowitz. Im Jahr 1730 verlor er seine Eltern und fand Aufnahme im Kloster Rheinau, wo er 1734 seine Profess ablegte und den Ordensnamen Moritz annahm. 1741 wurde er zum Priester geweiht. Er verfasste zahlreiche Schriften, besonders zur Quellenforschung der Klostergeschichte, die großteils nicht gedruckt wurden und in der Zentralbibliothek Zürich aufbewahrt werden. Er unterhielt umfangreiche Korrespondenzen mit anderen Klöstern und Gelehrten seiner Zeit, wie etwa Martin Gerbert. Er war Professor der Moraltheologie und Philosophie. 1753 wurde er Statthalter in Mammern. Von 1758 bis 1774 war er Prior, 1759 apostolischer Notar und Archivar und von 1776 bis 1791 Sekretär der Schweizer Benediktinerkongregation. Einer seiner Schüler war der Historiker Ildephons Fuchs.

## Werke
Es sind 89 Werke teils in mehreren Folio-Bänden verzeichnet, vor allem zur Geschichte der Landgrafschaft Klettgau und den Grafen von Sulz, der Geschichte des Klosters Rheinau und das Leben des Hl. Fintan von Rheinau.